# Kungsholmen
Kungsholmen('Het Koningseiland') is een eiland in het Mälarmeer en een gelijknamig stadsdeel (stadsdelsområde) in het westen van Stockholm. Het heeft ca. 41.000 inwoners (2004).
Al in de 15e eeuw was het eiland bewoond door monniken van de franciscaner orde, en werd Munklägret ("Monnikenkamp") genoemd. Voor een gedeelte van het stadsdeel is ooit de naam Västermalm voorgsteld, naar het voorbeeld van Norrmalm, Östermalm en Södermalm, maar deze naam heeft nooit ingang gevonden.

## Districten
Het stadsdeel is opgesplitst zes districten:
- Fredhäll
- Kristineberg
- Lilla Essingen
- Marieberg
- Stadshagen
- Stora Essingen

## Verkeer en vervoer
Bij de plaats lopen de E4/E20 en Länsväg 275.

Panorama van Kungsholmen

Stockholm-Oost:
Södermalm · 
Kungsholmen · 
Norrmalm · 
Östermalm

Stockholm-Zuid:
Enskede-Årsta-Vantör · 
Farsta · 
Hägersten-Liljeholmen · 
Skarpnäck · 
Skärholmen · 
Älvsjö

Stockholm-West:
Bromma · 
Hässelby-Vällingby · 
Rinkeby-Kista · 
Spånga-Tensta